# Inteligentne miasto

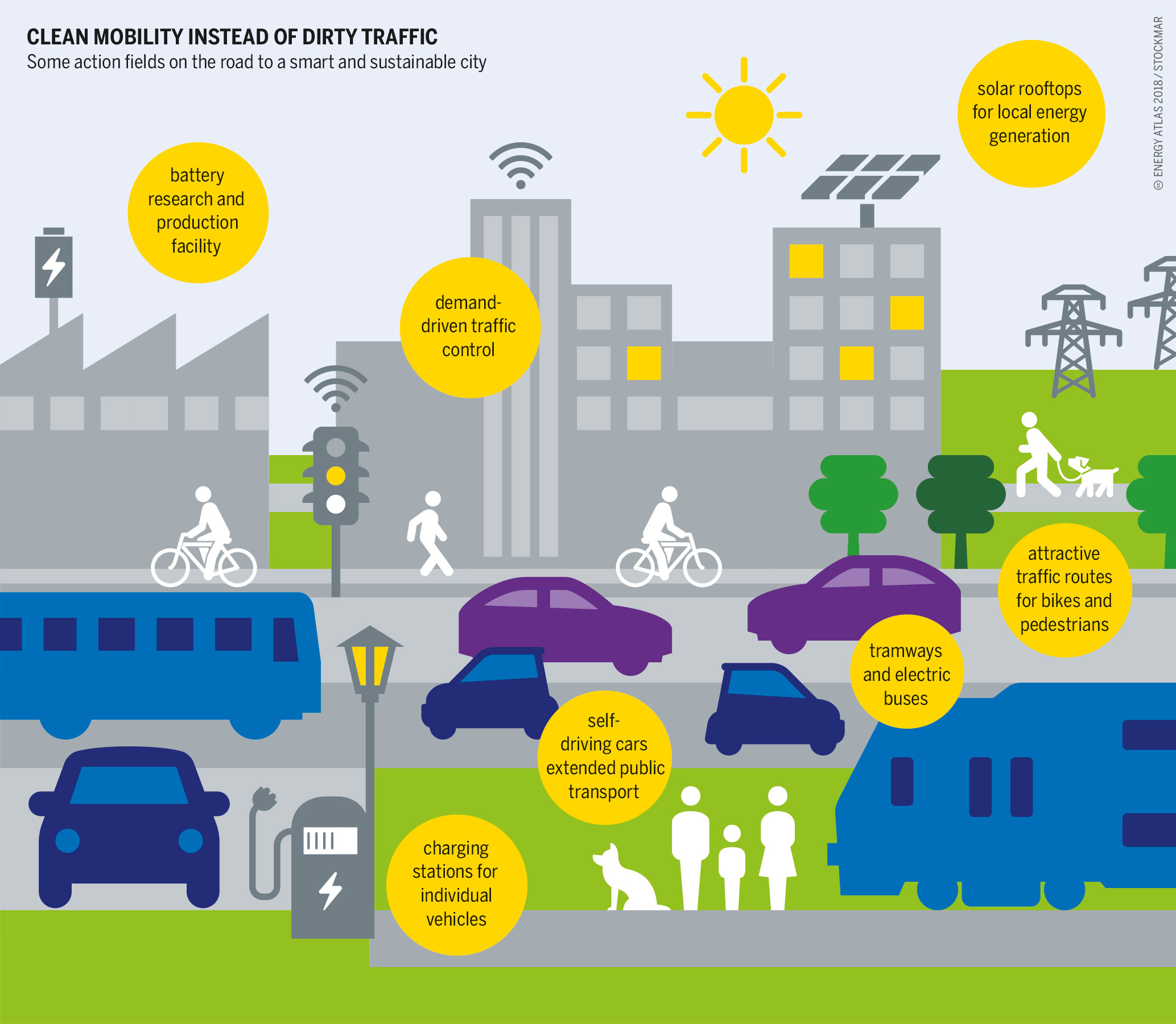
Mobilność w inteligentnym mieście

Inteligentne miasto (ang. smart city) – miasto, które wykorzystuje technologie informacyjno-komunikacyjne w celu zwiększenia interaktywności i wydajności (produktywności) infrastruktury miejskiej i jej komponentów składowych, a także do podniesienia świadomości mieszkańców. Ta część definicji zwraca głównie uwagę na rolę szeroko rozumianych technologii IT. Miasto może być traktowane jako „inteligentne”, gdy podejmuje inwestycje w kapitał ludzki i społeczny oraz infrastrukturę komunikacyjną w celu aktywnego promowania zrównoważonego rozwoju gospodarczego i wysokiej jakości życia, w tym mądrego gospodarowania zasobami naturalnymi, przez partycypację obywatelską.
Ośrodek badawczy MIT (Massachusetts Institute of Technology) zajmujący się problematyką smart city definiuje to pojęcie jako inteligencję mieszczącą się w połączeniu coraz bardziej skutecznych cyfrowych sieci telekomunikacyjnych (porównywanych do nerwów), wszechobecnie występującej inteligencji (porównywanych do mózgów), czujnikach i znacznikach (porównywanych do narządów zmysłów) i oprogramowaniu (porównywanych do wiedzy i kompetencji poznawczych). Inteligencja ta nie istnieje w oderwaniu od innych systemów miejskich. Istnieje rosnąca sieć nakładających się połączeń do mechanicznych i elektrycznych systemów istniejących w budynkach, systemów wbudowanych w sprzęty gospodarstwa domowego, systemów transportu (ITS, P+R), sieci elektrycznych, sieci zaopatrzenia w wodę i usuwanie ścieków oraz systemów zapewniających bezpieczeństwo mieszkańców miast.
Nicos Komninos uważa, że inteligentne miasto to obszar (gmina, powiat, klaster, miasto, miasto-region) składający się z czterech głównych elementów:
- kreatywnej populacji realizującej działania intensywnie wykorzystujące wiedzę lub klaster takich działań,
- efektywnie działających instytucji i procedur w zakresie tworzenia wiedzy, umożliwiających jej nabywanie, adaptację i rozwój,
- rozwinięte infrastruktury szerokopasmowej, cyfrowych przestrzeni, e-usług oraz narzędzi on-line do zarządzania wiedzą,
- udokumentowanej zdolności do innowacji, zarządzania i rozwiązywania problemów, które pojawiają się po raz pierwszy, ponieważ innowacyjność i zarządzanie w warunkach niepewności są kluczowe do oceny inteligencji[3].

Zwrotów Smart City 1.0, 2.0 i 3.0 po raz pierwszy użył Boyd Cohen, badacz tematyki smart city. Przyglądając się inicjatywom inteligentnych miast na całym świecie doszedł do wniosku, że można wskazać trzy rodzaje podejścia miast do korzystania z nowoczesnych technologii – w zależności od podmiotu inspirującego takie działania. Smart cities mogą być napędzane:
1. aktywnością firm technologicznych,[4]
2. własnymi działaniami władz miast,
3. inicjatywy i z udziałem mieszkańców[5].

Zdaniem Cohena miasta mogą przechodzić przez kolejne generacje modeli smart cities. Mogą też przeskakiwać np. z modelu 1.0 od razu do modelu 3.0 lub pozostawać wyłącznie w obszarze jednej generacji.

## Smart City 1.0
Smart City 1.0 inspirowane dostępnymi technologiami to najwcześniejsza faza kreowania inteligentnych miast. Inicjatorami wykorzystywania technologii w zarządzaniu miastami są firmy sektora ICT, które mają rozwiązania technologiczne. W tym celu kreowały popyt wśród miast, bez zwracania uwagi czy proponowane technologie są tym miastom potrzebne, czy rozwiązują rzeczywiste problemy i czy tych problemów nie można rozwiązać w inny, być może bardziej efektywny sposób.
Skrajną formą tego rodzaju inteligentnych miast 1.0 są Masdar w Zjednoczonych Emiratach Arabskich oraz Songdo w Korei Południowej – miasta wybudowane od podstaw jako technologiczne eksperymenty, mające stworzyć idealne miasta przyszłości. Dziś te eksperymenty są raczej przedmiotem krytyki niż zachwytów, gdyż zabrakło w nich tego co najważniejsze – prawdziwego życia mieszkańców.

## Smart City 2.0
Faza rozwoju z decydującą rolą administracji publicznej, w której władze lokalne stają się inicjatorami wykorzystania nowoczesnych technologii. Poszukują one technologicznych rozwiązań dla problemów zdiagnozowanych w swoich miastach, chcąc w ten sposób poprawiać jakość życia mieszkańców. Jest to dużo bardziej świadomy i zarazem selektywny proces korzystania z tego, co mają do zaoferowania firmy ICT. Nie liczy się tylko wdrożenie technologii, lecz przede wszystkim efekt tego wdrożenia. Według Cohena, większość miast realizujących projekty smart city należy dziś do generacji 2.0.
Wyróżniają się one dużą liczbą projektów i programów związanych z zastosowaniem inteligentnych rozwiązań technologicznych:
- publicznych sieci WiFi,
- inteligentne sterowanie ruchem ulicznym,
- wykorzystanie big data,
- promocję transportu elektrycznego[5].

Druga generacja inteligentnych miast charakteryzuje się masowym włączaniem tkanki miasta do Internetu Rzeczy (Internet of Things): inteligentne sensory, liczniki, sterowniki służą lepszemu zarządzaniu miastem. Wadą, na którą wskazują krytycy Smart City 2.0, jest nadmierny technokratyzm miast, gdyż obywatele schodzą w nich na dalszy plan.

## Smart City 3.0
Od 2015 roku można zaobserwować nowe podejście oparte na twórczym zaangażowaniu mieszkańców – model Smart City 3.0, inteligentne miasta obywatelskie. Wiele z liczących się współczesnych miast otwiera się na aktywną postawę mieszkańców w kreowaniu dalszego rozwoju. Rolą władz lokalnych staje się tworzenie przestrzeni i możliwości do wykorzystania różnorodnego potencjału obywateli. Dotyczy to:
- zachęcenia mieszkańców do korzystania z nowoczesnych technologii (np. poprzez projekty edukacyjne dla osób wykluczonych cyfrowo),
- umożliwienia im tworzenia własnych rozwiązań technologicznych (np. poprzez open data)[5].

Choć Smart City 3.0 dotyczy wciąż wykorzystania nowoczesnych technologii do polepszania jakości życia w miastach, to w obszarze jej zainteresowania pojawiają się – poza projektami, które są charakterystyczne dla drugiej generacji – również zagadnienia społeczne, równościowe, edukacyjne, ekologiczne. Smart City 3.0 wpisuje się w coraz bardziej popularną ekonomię współdzielenia (sharing economy). Wymaga to często odwagi władz miejskich, które muszą pogodzić się z rosnącą pozycją mieszkańców (np. budżet partycypacyjny). Jednak zmiana musi zajść nie tylko w warstwie mentalnej (władza-obywatele), lecz przede wszystkim w warstwie komunikacyjnej. Dominującą rolę zaczynają odgrywać dialog, mediacja, deliberacja.
Jako przykłady pionierów Smart City 3.0 Cohen wskazuje Wiedeń, Vancouver, Barcelonę, Amsterdam, Medellin czy Seul. Gdański proces budowania strategii rozwoju miasta Gdańska 2030 + i dyskusji w formie Panelu Obywatelskiego, również reprezentuje ten trend. Miasta trzeciej generacji określane są czasami jako „Human Smart Cities” lub „Sharing Smart Cities”.